# ژیل دو روبروال
ژیل دو روبروال (به فرانسوی: Gilles Personne de Roberval) (زاده ۱۶۰۲ - مرگ ۱۶۷۵) ریاضیدان معروف فرانسوی بود.
در سال ۱۶۳۲ در کلژ دو فرانس به استادی علوم ریاضی برگزیده شد و تا وفاتش که به سال ۱۶۷۵ اتفاق افتاد در این سمت باقی بود. مهمترین کار وی درباره منحنیات ریاضی است. و نیز ترازویی اختراع کرد که بنام خود وی معروف است.